# 金門縣立金城國民中學
金門縣立金城國民中學，簡稱城中，位於中華民國福建省金門縣金城鎮，是1963年5月時任總統蔣中正至金門巡視時指示金門地區先試辦九年國民義務教育而於1964年秋天創辦的學校，當時名為金門縣立金城初級中學，該年隨即招收全金門縣應屆小學畢業生就讀。

## 姊妹校
- 中華民國：臺南市立金城國民中學
- 中华人民共和国：厦门大学附属科技中学

## 外部連結
- 金門縣立金城國民中學 （页面存档备份，存于）